# Daphne composita
Daphne composita är en tibastväxtart som först beskrevs av Carl von Linné d.y., och fick sitt nu gällande namn av Ernest Friedrich Gilg. Daphne composita ingår i släktet tibaster, och familjen tibastväxter. Inga underarter finns listade i Catalogue of Life.